# Jurament
Un jurament és una promesa en la que s'invoca el nom d'una entitat moral superior o d'un concepte elevat i abstracte. Des del punt de vista religiós, és un acte que posa a Déu per testimoni de la veritat d'un fet o de la sinceritat de la promesa.